# Copa Chile 1986
Copa Chile 1986, eller officiellt "Copa Polla LAN Chile 1986", var 1986 års säsong av fotbollsturneringen Copa Chile. Turneringen spelades mellan den 22 februari och 15 juni 1986 och totalt 20 lag deltog. Till slut vann Cobreloa efter att ha vunnit mot Fernández Vial i finalen. För 1986 delas de 20 lagen upp i två grupper om tio lag där vinnaren av varje grupp kvalificerade sig för final.
| Lag                  | S  | V  | O | F  | GM | IM | MS  | P  |
| -------------------- | -- | -- | - | -- | -- | -- | --- | -- |
| Cobreloa             | 18 | 12 | 3 | 3  | 37 | 17 | +20 | 27 |
| Universidad de Chile | 18 | 12 | 2 | 4  | 32 | 20 | +12 | 26 |
| Cobresal             | 18 | 8  | 4 | 6  | 30 | 25 | +5  | 20 |
| Rangers              | 18 | 7  | 6 | 5  | 27 | 22 | +5  | 20 |
| Deportes Iquique     | 18 | 8  | 4 | 6  | 34 | 31 | +3  | 20 |
| Audax Italiano       | 18 | 5  | 5 | 8  | 25 | 32 | −7  | 15 |
| Universidad Católica | 18 | 5  | 4 | 9  | 24 | 27 | −3  | 14 |
| Magallanes           | 18 | 5  | 4 | 9  | 20 | 25 | −5  | 14 |
| San Luis de Quillota | 18 | 4  | 6 | 8  | 18 | 31 | −13 | 14 |
| Unión La Calera      | 18 | 3  | 4 | 11 | 22 | 39 | −17 | 10 |

| Lag                 | S  | V | O  | F | GM | IM | MS | P  |
| ------------------- | -- | - | -- | - | -- | -- | -- | -- |
| Fernández Vial      | 18 | 7 | 8  | 3 | 18 | 9  | +9 | 22 |
| Colo-Colo           | 18 | 5 | 10 | 3 | 27 | 19 | +8 | 20 |
| Huachipato          | 18 | 7 | 5  | 6 | 26 | 20 | +6 | 19 |
| Unión San Felipe    | 18 | 6 | 7  | 5 | 22 | 27 | −5 | 19 |
| Unión Española      | 18 | 4 | 9  | 5 | 25 | 26 | −1 | 17 |
| Everton             | 18 | 7 | 3  | 8 | 20 | 21 | −1 | 17 |
| Palestino           | 18 | 4 | 9  | 5 | 29 | 31 | −2 | 17 |
| Naval               | 18 | 6 | 5  | 7 | 20 | 24 | −4 | 17 |
| Deportes Concepción | 18 | 4 | 8  | 6 | 17 | 18 | −1 | 16 |
| Cobreandino         | 18 | 5 | 6  | 7 | 12 | 21 | −9 | 16 |